# Ойкас-Яндоба
Ойка́с-Яндоба́ (чув. Уйкас Юнтапа) — деревня в Вурнарском районе Чувашской Республики России. Входит в состав Ермошкинского территориального отдела Вурнарского муниципального округа.
Находится между деревнями Кожар-Яндоба, Хорапыр, Мунъялы, Сугут-Торбиково, на левом берегу реки Большой Цивиль. В деревне действует крестьянское (фермерское) хозяйство, которое занимается разведением породистых овец выращиванием сельскохозяйственных культур.

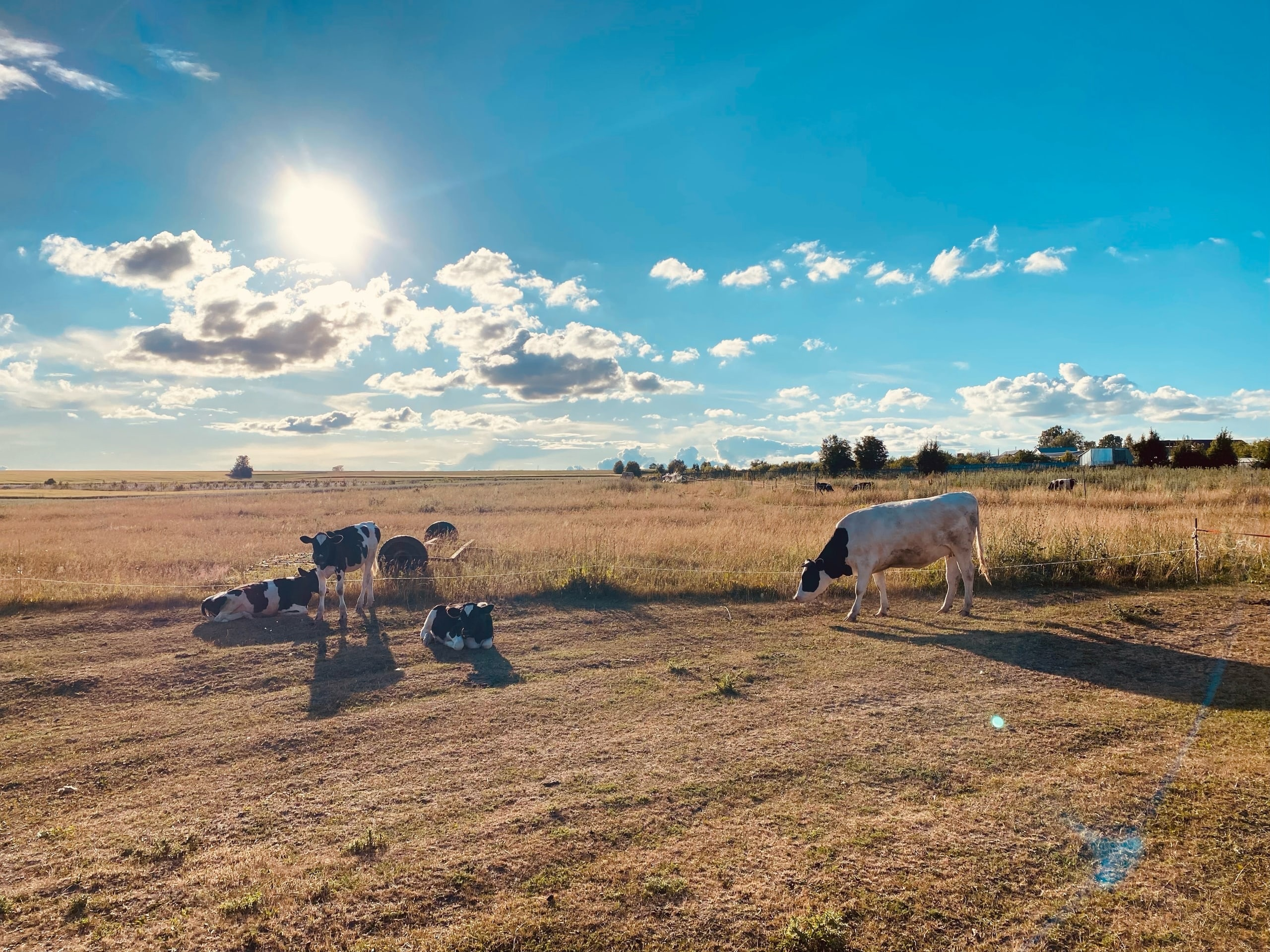
Крестьянское (фермерское) хозяйство

Животноводство остаётся ведущей отраслью деревни. В хозяйствах выращивают крупный рогатый скот, свиней, овец, птиц.

## История

### XVII век
Деревня Ойкас-Яндоба основана в XVII веке. Первое упоминание — как выселок деревни Кожар-Яндоба (Малая Яндоба) которая в свою очередь являлась околотком села Шоркасы Яндоба (историч. названия: Яндоба Сорма, Воскресенское, Большая Ендоба, Большие Яндобы, Яндобы).
В 1670 году в деревне находились отряды Разина, Степана Тимофеевича. Жители деревни активно участвовали в Крестьянских войнах под руководством Разина

### XVIII—XIX век
В 1774 году отряды Пугачёва, Емельяна Ивановича были в деревне Ойкас-Яндоба. Жители активно участвовали в Крестьянских войнах под руководством Пугачева
После подавления восстания для устрашения населения в д.д. Яниши, Хумуши, Ойкас-Яндоба, Альменево и в нек. др. были установлены виселицы.
После погашения восстаний Пугачева, в 1796 годах происходило разделение Ядринского уезда на 14 волостей. В том числе и образовалась Асакасинская волость в составе которого оказалась деревня.
Жители деревни — чуваши, государственные крестьяне (до 1866 г.). Жили на государственных землях и платили подати в казну. По закону жители деревни рассматривались как сельские обыватели. Они могли выступать в суде, заключать сделки, владеть собственностью. Государственным крестьянам было разрешено вести розничную и оптовую торговлю. Земля, на которой работали такие крестьяне, считалась государственным владением, но за крестьянами признавалось право пользования — на практике крестьяне совершали сделки как владельцы земли. Государственные крестьяне имели право пользоваться наделом в размере 8 десятин (около 8,5 Га) на душу. Основным занятием жителей было земледелие и животноводство.

### XIX век
В 1841 ых годах жители деревни активные участники Акрамовского восстания. Это крупное событие в истории края, которое было направлено против проведения реформы П. Д. Киселева — управления государств. крестьянами.
Массовые выступления и стачки крестьян произошли в Асакасинской волости Ядринского уезда в составе которого была деревня. Утром 16 мая у д. Мунъялы собралось 6000 вооруженных крестьян. Они стеной пошли на войска. Один из гл. руководителей был герой войны 1812 г. Сидор Семёнов из д. Кожар-Яндоба. Бой длился около часа. Каратели дали по толпе несколько залпов — 14 были тяжело ранены, трое умерли, более 400 арестованы.
С 1866 года после принятия закона «О поземельном устройстве государственных крестьян», по которому за сельскими обществами сохранялись земли, находившиеся в их пользовании на правах «владения» (прямого пользования). Жители деревни были вынуждены выкупать наделы в собственность. При осуществлении этих реформ наделы жителей сократились на 10 %. Выкупные платежи возросли по сравнению с оброчной податью на 45 %. Платежи были рассчитаны на 49 лет, но были прекращены с 1 января 1907 года в рамках столыпинской аграрной реформы под влиянием революции 1905 года. С этого момента у жителей есть своя земля. У многих были отобраны в ходе Сталинских репрессий (1920—1950).
В переписи 1859 года — Яндоба Базарная (чув. Пасаркас Юнтапа).
1 октября 1892 открыта школа грамоты. Входила в состав Казанского учебного округа. Это была трехгодичная церковно-приходская школа. В них дети обучались чтению, письму, счёту. Преподавателями работали священник и учитель. При отсутствии таковых грамот. крестьянин, демобилизованный солдат и др. В школе грамоты обучали чтению, письму, четырём действиям арифметики. Гл. предметами были Закон Божий, цер-ков.пение, вёл их в осн. свящ. местной церкви. В 1891-92 учебном году в Ойкас-Яндобинской школе грамоты обучались 21 детей и жителей.
До Великой Октябрьской социалистической революции территория деревни входила в состав Ассакасинской волости Ядринского уезда Казанской губернии.

### XX век

#### Деревня во времяОктябрьской революции
С 1917го по 1927 годы деревня называлась Ойкасы, далее с 1927-го «Уйкас Юнтапа» или «Пасаркас Юнтапа».
Деревня была центром торговли, еженедельно по понедельникам в деревне был базарный день (чув. «тунти кун пасарĕ»), который действовал с начала XIX века и до 50-60-х годов XX века Также проходили ежегодные ярмарки. Обычно приурочены к дням церковных праздников.(чув.Семик, Троица). На них торговали привоз. и мест. товарами в розницу и оптом, действовали карусели, аттракционы, концерты, проводились народные гуляния.
Было высоко развито ремесло. Оно выделилось в отдельные отрасли производства, то есть мастера могли зарабатывать себе на жизнь только своим делом и им не надо было выращивать хлеб и скот. Ремесленники выплавляли металл, в том числе сталь повышенного качества и изготавливали орудия труда, разнообразные части повозок и телег, замки, гвозди, посуду, украшения, вооружение и т. д. Мастера умели делать «самозатачивающиеся» долота и ножи.
До 1927го года находилась составе Асакасинской волости Ядринского уезда.
Местные жители ходили на богослужения и на крещения в Троицкую церковь (Асакасы).
С 1927 по 1939 год деревня находилась в составе Траковского (ныне Красноармейский район (Чувашия)) р-на.
1 октября 1927 года создан Ойкас-Яндобинский Сельсовет.
В 1928 райисполком принимает решение об открытии новой школы.
В 1930 образован колхоз «Новая жизнь» в д. Ойкас- Яндоба, 79 дв., 455 чел., 462 га земли.
В 1931 году состоялось открытие и новоселье школы крестьянской молодёжи. Школа построена на окраине деревни бригадой плотников из Нижегородской области в составе 47 чел. Первыми директорами школы стали Значков Николай Афанасьевич (ненадолго, ибо сельсовет его с председательства не отпустил) и Захаров Лука Захарович.
В 1930-х годах начинается интенсивное строительство шоссейной дороги Вурнары — Норусово (Калинино) — Чебоксары (автодороги 97К-001), Дороги стелили камнями, добытыми в оврагах и реках близлежащих деревень.
В 1936 году в деревне открыт травмпункт. Заведующей была назначена Наумова Анна Анатольевна. С 1937 года фельдшерско-акушерский пункт. Зав. работает Федорова Александра Федоровна. В 1941 годах ФАП переименовали во врачебный пункт. В годы ВОВ работали здесь направленные по эвакуации специалисты. После переехал в д. Хорапыр. С 1985 года в д. Кожар-Яндоба.

#### Жертвы Сталинских репрессий из деревни Ойкас-Яндоба (Кожар-Яндоба)[16]
- Горшков Константин Григорьевич  — 1880 г. р. ЧАССР, Траковский р-н, дер. Ойкас-Яндоба. Осужден  коллегией Областной Чрезвычайной комиссии ЧАО 28.04.1921. Приговор: «Горшкова К.Г. заключить в концлагерь принудительных работ на 5 лет». После 26 декабря 1937 г. новое обвинение: "Распространял антисоветские измышления, вел вредительскую работу в деревне. " Осужден  спецтройкой при НКВД ЧАССР 26 декабря 1937 г..  Приговор: "Горшкова расстрелять. Конфисковать лично ему принадлежащее имущество." Дата расстрела: 4 февраля 1938 г.. Реабилитирован 31.07.1989 г. прокуратурой Чувашской АССР , основание для  реабилитации: "Подпадает под действие ст.1 Указа Президиума Верховного Совета СССР от 16.01.1989 г. "О дополнительных мерах по восстановлению справедливости в отношении жертв репрессий, имевших место в период 30-40-х и начале 50-х годов". (Архивное дело РГУ ГИА ЧР, Ф. 2669, оп.3, д.2477).

- Ефимова Анастасия Ефимовна — 1871 г. р.Чувашия, Вурнарский р-н, дер. Ойкас-Яндоба. Осуждена собранием бедноты и колхозников 29 июля 1931 г.  по постановление ЦИК и СНК СССР от 1.02.1930 г. Приговор: спецпоселение в Свердловской обл.. Реабилитирована 24 октября 1994 г (Архивное дело 1, д. №202.).
- Иванов Андрей Иванович  — 1881 г. р.Чувашия, Вурнарский р-н, дер. Ойкас-Яндоба. Осужден собранием бедноты и колхозников 1930 г.  по постановлению ЦИК и СНК СССР от 1.02.1930 г.. Приговор: раскулачивание без выселения. Реабилитирован 9 сентября 1994 г. (Архивное дело 1, д. №365).
- Иванов Андрей Иванович — 1877 г. Чувашская АССР, Траковский р-н, д. Ойкас-Яндоба Арестован чуваш единоличник 6 октября 1937 г.. Осужден 26 ноября 1937 г. тройкой при УНКВД по Чувашской АССР  по обвинению  по статье: 58, п. 10 УК РСФСР антисоветская агитация. Приговорен на 10 лет исправительно-трудового лагеря. Реабилитирован  10 октября 1999 г. (Архивное дело МВД Чувашии: Оп. 1. Д. 365. Ф.Р-2669; ГИА ЧР, Ф. 2669, оп.2, д.1753, 1754 (1326)).
- Николаев Филимон Николаевич ( Канкин Филимон Канкинич) — 1908 г. р. ЧАССР, Калининский р-н, д. Ойкас-Яндоба. Осужден 23 сентября 1942 г. особым совещанием при НКВД СССР по статье  58 п.10 ч.2 УК РСФСР и приговорен к  заключению  в исправительно-трудовой лагерь сроком на 5 лет. Реабилитирован   9 октября 1989 г. (Архивное дело отсутствует).
- Постойкин Петр Николаевич — 1906 г. р. ЧАССР, Траковский р-н, д. Ойкас-Яндоба. Осужден единоличник 21 октября 1937 г. спецтройкой при НКВД ЧАССР и приговорен к заключению в исправительно-трудовой лагерь сроком на 10 лет. Реабилитирован  21 августа 1989 г.(Архивное дело отсутствует).
- Яковлев Алексей Яковлевич  — 1880 г. р.  ЧАССР, Трановский р-н, дер. Ойкас-Яндоба. Осужден владелец ветряной мельницы 21 октября 1937 г. спецтройкой при НКВД ЧАССР по обвинению в враждебном настрое к Советской власти и ее мероприятиям, занимался антисоветской агитацией. Приговорен заключению в исправительно-трудовой лагерь сроком на десять лет. Реабилитирован прокуратурой ЧАССР 18 октября 1989 г.. (Архивное дело: РГУ ГИА ЧР, Ф. 2669, оп.2, д.5579 (1103)).
- Яковлев Григорий Яковлевич —1872 г. ЧАССР, Траковский р-н, дер. Ойкас Яндоба. Осужден в Ленинграде плотник столяр  21 октября 1937 г. спецтройкой при НКВД ЧАССР по обвинению  антисоветской агитации, распространении клеветнические измышления о положении крестьянства и приговорен к заключению в исправительно-трудовой лагерь сроком на десять лет. Реабилитирован прокуратурой ЧАССР  26 сентября 1989 г. (Архивное дело: РГУ ГИА ЧР, Ф. 2669, оп.2, д.5591, 5592 (1264).
- Яковлев Матвей Яковлевич — 1878 г. р. ЧАССР, Траковский р-н, дер. Ойкас-Яндоба. Осужден 21 октября 1937 г. спецтройкой при НКВД ЧАССР   по обвинению  антисоветской агитации, травле колхозных посевов и приговорен к заключению в исправительно-трудовой лагерь сроком на десять лет. Реабилитирован прокуратурой Чувашской АССР 16 октября 1989 г. (Архивное дело: РГУ ГИА ЧР, Ф. 2669, оп.2, д.5602, 5603 (1324)).

#### Деревня во времяВеликой Отечественной войны
В 1940—1941 уч.г. Ойкас-Яндобинская основная общеобразовательная школа стала средней общеобразовательной. Однако с 1945 года вновь сужается до семилетней.
В 1942-44 годах начали разбирать Ойкас-Яндобинскую  ГЭС (на материалы: дрова), которая к началу войны была почти достроена, но не запущена. Основание ГЭС до сих пор стоит  рядом с деревней на реке  Большая Цивиль.
В 1941 годах ФАП переименовали во врачебный пункт. В годы ВОВ здесь трудились направленные по эвакуации специалисты. После переехал в д. Хорапыр. С 1985 в д. Кожар-Яндоба
1940—1945 г.г. во время Великой Отечественной войны, большая часть жителей ушла на фронт. 
Ушли на фронт 64 уроженцев деревни, из них вернулись обратно 17 жителей. Не вернулись с фронта 47 человек. Их имена и фамилии запечатлены на монументе памяти на пересечении Московской и Луговой улицы.

##### Список участников ВОВ уроженцев деревни Ойкас-Яндоба, которые вернулись с войны:[19]
1. Александров Василий Александрович 14.01.1914 — 13.07.1961 д. Ойкас-Яндобы Калининского района Чувашской АССР. Дата призыва: 06.08.1941.  Красноармеец 20 запасного арт.полка, курсант Мурманского военного училища связи, командир взвода связи 139 стр.полка, 6 стр.дивизии, 32 мотострелкового полка, командир телеграфного взвода 287 стр.полка 06.08.1941-09.05.1945 . Воинское звание: капитан.

2. Александров Илья Маркович
3. Александров Михаил Егорович
4. Андреев Гордей Андреевич
5. Андреев Кондратий Андреевич
6. Васильев Михаил Васильевич
7. Варламов Василий  Васильевич
8. Варламов Ефрем Варламович
9. Викторов Наум Викторович
10. Герасимов Евдоким Герасимович
11.  Григорьев Петр Грпигорьевич
12. Дмитриев Иванович Дмитриевич
13.  Ефремов Петр Ефремоич
14. Захаров Василий Кузьмич
15.   Захаров Степан Захарович
16. Иванов Георгий Иванович
17.  Иванов Илья Иванович
18. Иванов Савватий Иванович
19. Иванов Василий Иванович
20.Ильин Давид Ильич
21. Ильин Семен Никифорович
22. Исаков Василий Исакович
23.Краснов Емельян Макарович
24.Кудрявцев Климентий Фокеевич
25. Лукин Макар Лукич
26. Марков Василий Маркович
27. Никитин Трифон Никитич
28.Петачков Николай
29. Петров Николай Петрович
30. Поляров Иван Терентьевич
31. Постойкин Петр Николаевич
32. Раков Фадей Павлович
33. Сотников Семен Александрович
34. Терентьев Николай Терентьевич
35. Филимонов Арсентий Филимонович

##### Список участников ВОВ уроженцев деревни Ойкас-Яндоба, которые не вернулись с войны:[20]
1. Алексеев Андрей Алексеевич 1908-1942[20]
2. Алексеев григорий Алексеевич 1910-1942[20]
3. Алексеев Федр Сергеевич 1911-1942[20]
4. Андреев Ефрем Андреевич 1894-1944[20]
5. Андреев Иван Андреевич 1919-1943[20]
6. Архипов Григорий Архипович 1913-1942[20]
7. Васильев Варлам Васильевич 1900-1943[20]
8. Васильев Владимир Семенович 1900-1942[20]
9. Васильев Флегент Васильевич 1902-1942[20]
10. Васильев Христофор Васильевич 1906-1942[20]
11. Гаврилов Иван Гаврилович 1902-1942[20]
12. Горшков Василий Ксенофонтович ....-1942[20]
13. Григорьев Валентин Григорьевич ....-1942[20]
14. Громов Афанасий Егорович 1901-1943[20] Награжден медалью за отвагу в 1943г. В боях с фашистами, с гранатой и бутылкой с горючей смесью, подбил танк [21]
15. Громов Сергей Афанасьевич 1924-1945[20]
16. Дуткин Еремей Иванович 1908-1942[20]
17. Ефремов Иван Ефремович 1925-1945[20]
18. Захаров Евграф Захарович 1905-1942[20]
19. Захаров Спиридон Захарович 1899-...
20. Иванов Алексей Иванович 1919-...
21. Иванов Илья Иванович 1910-1944
22. Игнатьев Григорий Игнатьевич 1900-1943
23. Ильин Никифор Ильич 1899-1942
24. Кириллов Зинон Кириллович 1918-...
25. Кудрявцев Варсонофий Фокеевич 1913-1943
26. Кудрявцев Самсон Фокеевич 1913-1943
27. Малов Иван Михайлович ...-1942
28. Матвеев Семен Матвеевич 1923-1942
29. Михайлов Андрей Михайлович  1900-1944
30. Михайлов Фадей Михайлович  1900-1942
31. Назаров Исаак Назарович 1904-...
32. Николаев  Иван Николаевич 1916-1943
33. Николаев  Дмитрий Николаевич 1902-1944
34. Скворцов Иван Гаврилович 1914-1942
35. Скворцов Илья Николаевич 1897-1943
36. Смирнов Иван Михайлович 1902-1944
37. Сотников Евграф Александрович 1906-1942
38. Ушнеф Софрон Иванович 1912-1944
39. Федотов Петр Федотович 1912-1941
40. Чернов Александр Иванович 1914-1942
41. Чернов Осип Андреевич 1902-1942
42. Шумилов Всеволод Николаевич 1904-1945
43. Яблочкин Тимофей Николаевич  1911-1942
44. Яковлев Матвей Яковлевич 1909-1943

#### Деревня послевоенное время
В 1950 году в деревне открылась Ойкас-Яндобинская сельская библиотека. Первый зав. Мефодьев Игнатий Андреевич. Затем сменил его Сотников Семен Александрович. И самый долгий период времени проработала энтузиаст своего дела, всегда и во всем инициативная активистка Кондратьева Нина Кондратьевна. В 1983 библ. перешла в здание сельского клуба. В библиотеке было более 12 тыс. книг. Обслуживались жители трех деревень.
С 21 января 1939 по 1956 год входила в состав Калининского района (упразднен 1956 г.).
В 1951 году Ойкас-Яндобинской основной общеобразовательной школе возвращается статус средней общеобразовательной. Кол-во учащихся в учебном заведении доходит до 600 учеников с близлежащих деревень.
С 26 ноября 1956 по 1960ые годы деревня находилась в составе Красноармейского района.
В 1957 году деревенский колхоз «Новая жизнь» (Ойкас-Яндоба) входят в состав колхоза «Гвардеец» (куда также входят колхозы: имени Кагановича (Кожар-Яндоба), «Пёрлешу» (Хорапыр), Ермошкино, Альменево, Пуганкасы, Муньялы. В начале 1960 года колхоз «Гвардеец» считался одним из крупнейших в районе. В хозяйстве получали стабильные высокие урожаи всех сельскохозяйственных культур, и «Гвардеец» стал центром пропаганды передового опыта сельскохозяйственного производства. Существовал до 1990 года до расформирования в СХПК «Гвардеец». 855 дворовых хозяйств, 3493 чел.
С 11 января 1960 и до 1990 года деревня в составе Ермошкинского сельсовета Вурнарского района. Ермошкинское сельское поселение (с 1.10.27), входит в колхоз «Гвардеец» (д.д. Ермошкино , Пуканкасы, Альмененво, Кивсерт-Мурат, Мунъялы, Хорапыр, Кожар-Яндоба, Ойка- Яндоба).
В 1960—1968 годах в деревню провели электричество.
В 1967 году вводится в строй новое кирпичное здание Ойкас-Яндобинской основной общеобразовательной школы. С начала 1979 директором работает Николаев Михаил Николаевич, который ранее и сам являлся воспитанником Ойкас-Яндобинской СШ.
В 1973 году построено новое здание Ойкас-Яндобинского сельского клуба. Это было З дверное кирпичное здание (ныне существует). Были организованы кружки, худ. самодеятельность.
В феврале 1990 года образован СХПК «Яндобинский» куда вошли деревни Ойкас-Яндоба, Кожар-Яндоба и Хорапыр.
С 20 июня 1990 года в составе Кожар-Яндобинского сельсовета Вурнарского района.
С 1992 года деревня входила в Кожар-Яндобинскую сельскую администрацию. В деревне имелись: основная общеобразовательная школа, сельский клуб, библиотека, три спорт площадки на базе школы, школьный краеведческий музей, магазины.

### XXI век
Сельскохозяйственный производственный кооператив «ЮНТАПА» (правопреемник СХПК «Яндобинский») — образован отделением от колхоза «Гвардеец». Объединяет нас. пункты: Хорапыр, Кожар-Яндоба, Ойкас-Яндоба. После 43 лет совместной работы 28.02.1990 к-з «Гвардеец» разделен на 2 к-за: «Гвардеец» и «Яндобинский» (Хорапыр, К.Яндоба, О.Яндоба) по старым границам. 21.04.2000 реорганизован в СХПК «Яндобинский».
С 17.02.2001 года правопреемником СХПК «Яндобинский» стала СХПК «Юнтапа»..
На 1.1.2004 общая площадь обрабатываемых земель составляла 1698 га, в том числе с.х. угодий — 1582 га, пашни — 1232 га, сенокосы — 142 га, пастбища — 208 га, леса — 40 га. Число работников, занятых на сельхозпроизводстве, — 126 чел. Имелись 3 полевых бригады, 2 животноводческие фермы: МТФ (Крупный рогатый скот — 819 гол., в том числе коров — 200 гол.), конный двор (46 гол.); 8 автомобилей, 15 тракторов, 5 зерн. комбайнов, реммастерская, гараж. В 2003 урожайность зерновых составила 14.8 ц (в 2001 — 24,5 ц), картофеля — 143 ц, корм. свеклы — 395,5 ц, овощей — 215 ц, надои молока от коровы — 6200 кг. Основные направление деятельности: производство зерна, картофеля, молока и мяса Крупного рогатого скота.. Деревня газифицирована, проложен водопровод. Дороги между деревнями заасфальтированы. — 6,8 км.
С 2002—2003 уч. г. Ойкас-Яндобинская основная общеобразовательная школа, по причине сокращения количества учеников, переведена на 9 кл. обучение.
В 2005 г. закрылась школа МОУ «Ойкас-Яндобинская ООШ», работала дальше до конца 2009 года на базе МОУ «Ермошкинская ООШ».
С 2007 года, после упразднения Кожар-Яндобинской сельской администрации, деревня вновь вошла в состав Ермошкинского сельского поселения.
С 2022 года входит в составе Ермошкинского территориального отдела Вурнарского муниципального округа.

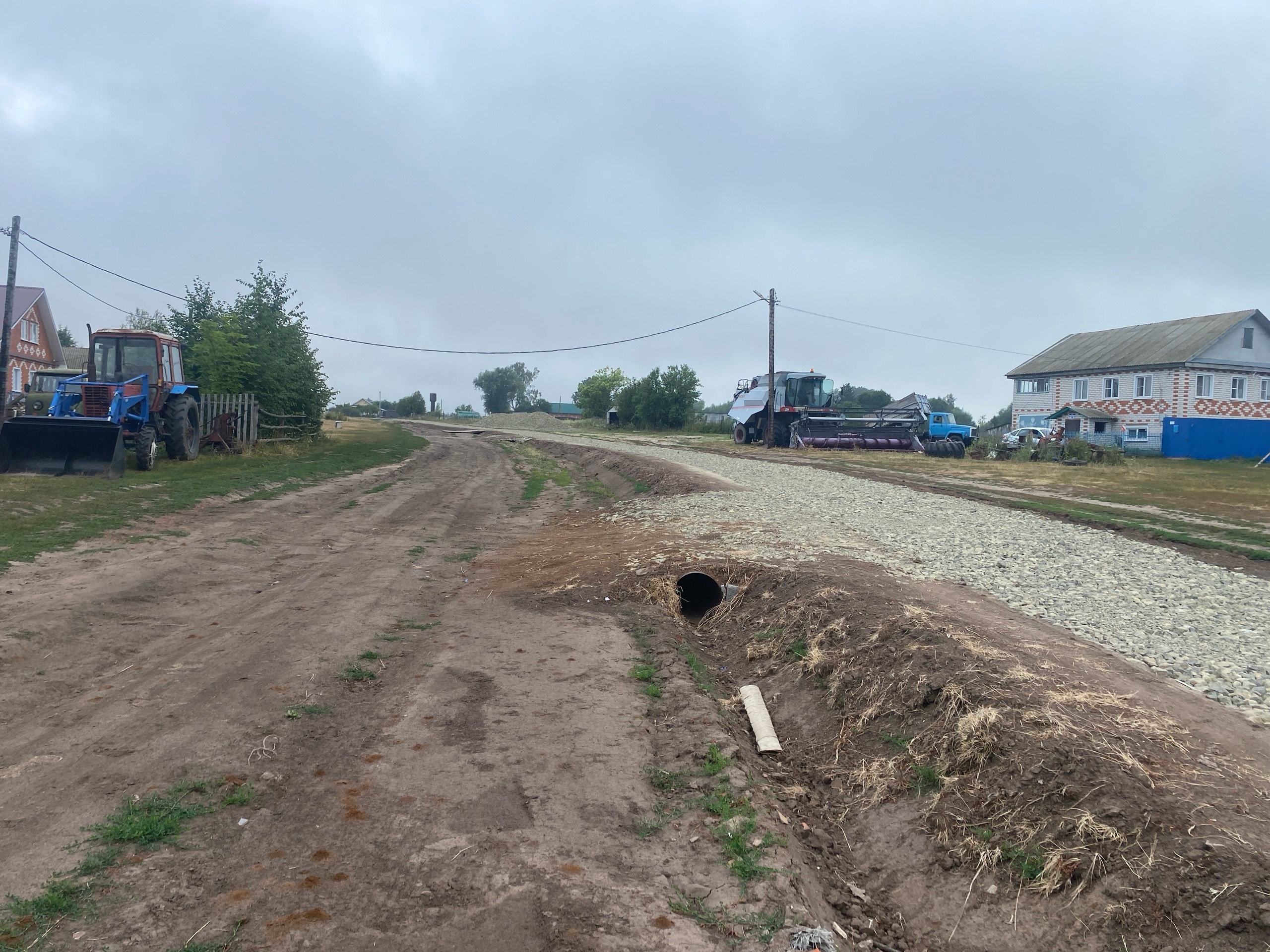
Дорожное покрытие на Полевой улице 2024 год

В 2024 году по программе инициативного бюджетирования постелено новое дорожное покрытие.

## Религия
Верующие — в основном православные, есть приверженцы чувашской традиционной веры.
Верховный бог — Тура (Турă). Религиозный культ жителей деревни был неразрывно связан с циклом аграрных праздников и земледельческих работ. Новогодний цикл начинался с «Манкун» (Мӑнкун) в конце апреля. Начало солярного года ознаменовывался праздник «Сурхури». Потом за неделю до дня весеннего равноденствия наступал праздник начала летнего полугодия «Саварни» (Ҫăварни). Аграрный цикл начинает «Акатуй». Названный от христианского Семик (седьмая неделя от Пасхи), Симек (Семик) — праздник цветения природы, общественные поминки. После сева хлебов в июне наступал месяц праздников и свадеб.
Праздник-освящение нового урожая — Чÿклеме — проводился в день осеннего солнцестояния.
Ритуальным напитком чувашей считается с молитвами пиво сăра. Многие жители деревни и в наши время варят пиво.
В ноябре—декабре месяц поминовения, к которым готовится обрядовое автан сăри — пиво, сваренное к поминкам. Чуваши часто поминали умерших родственников, так как все неприятности и болезни они приписывали гневу духов умерших.

## География

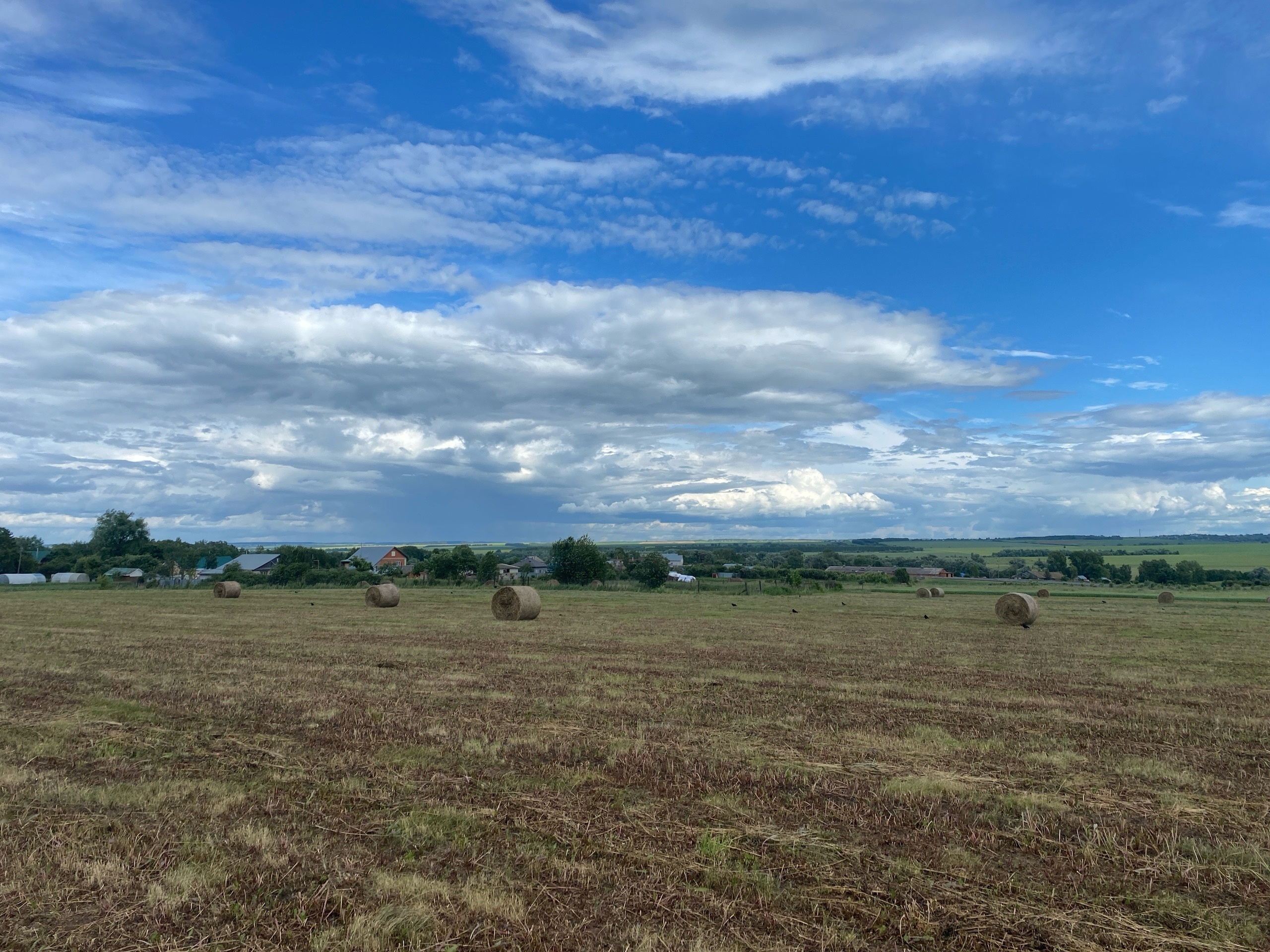
Сенокос 2024 год

Деревня находится в центральной части Чувашии, в пределах Чувашского плато, в зоне хвойно-широколиственных лесов, на левом берегу реки Большой Цивиль, к востоку от автодороги 97К-001, на расстоянии примерно 19 км к северо-северо-востоку от посёлка городского типа Вурнары, административного центра района. Граничит с деревнями Кожар-Яндоба, Хорапыр, Мунъялы, Сугут-Торбиково. Абсолютная высота — 101 метр над уровнем моря. Рядом с деревней есть родник. В центре поселения озеро. Недалеко находится лес «Тарья Вармане», и еще два озера. За рекой обширные луга.

### Обустройство деревни
Деревня (ял) имело кучевую планировку, делились на (кас), располагались гнёздами, на юге — вдоль реки. Усадьба, дом имели передний (карти́ш) и задний (анкарти́) дворы, состояла из жилого дома (пӳрт, ҫурт), конюшни, хлева (витé), летней кухни (лаҫ). Характерной чертой чувашской избы (пӳрт) является наличие отделки луковицей вдоль конька крыши и въездных ворот (мӑн алӑк). Печь глинобитная с котлом над открытым шестком, ставилась у входа устьем к передней стене. Срубное жилище с пристроенными сенями и клетью, появились с XIX века.
В деревне четыре улицы. В центре деревни находится пруд. Имеются три водонапорные башни «Башни Рожновского» (1 башня — обеспечивает водой Крестьянское (фермерское) хозяйство, 2 башня — обеспечивает водой местных жителей, 3 башня — не задействована), 5 общедоступных колонок воды.

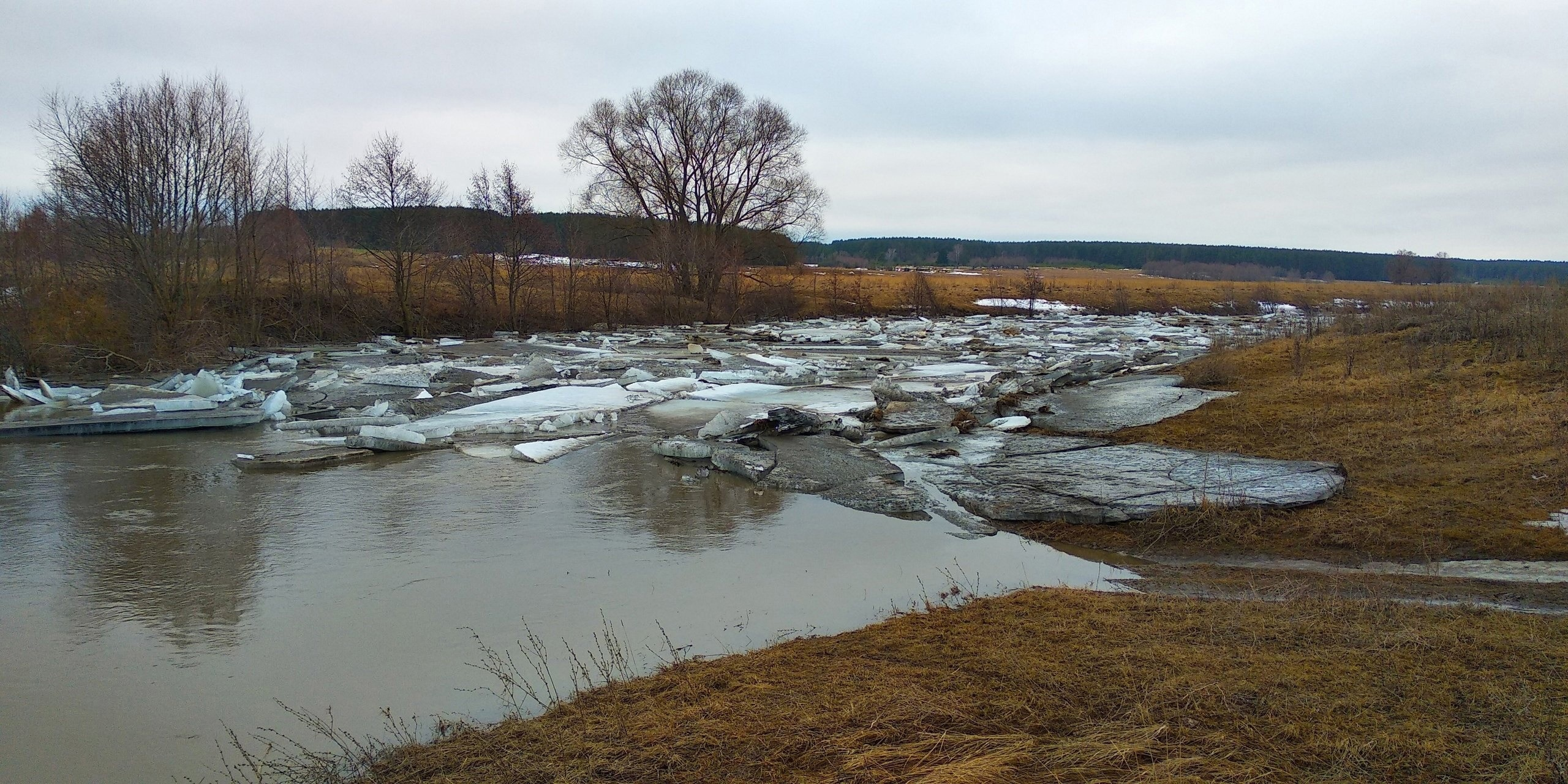
Весеннее половодье на реке Большая Цивиль рядом с деревней Ойкас-Яндоба

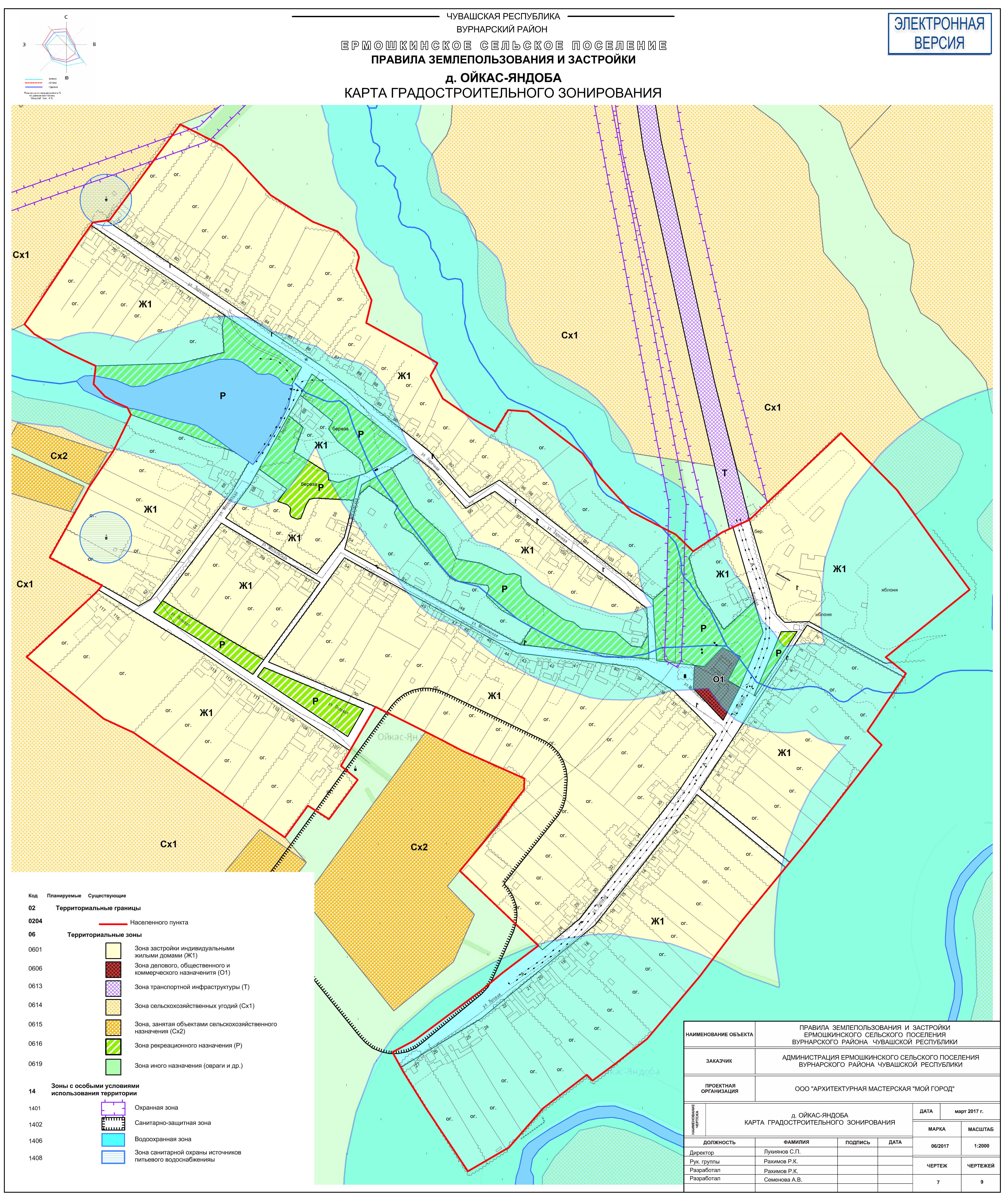
Карта градостроительного зонирования деревни Ойкас-Яндоба

### Климат
Климат характеризуется как умеренно континентальный, с умеренно холодной снежной зимой и тёплым летом. Среднегодовая температура воздуха — 3 °С. Средняя температура воздуха самого тёплого месяца (июля) — 18,3 °C (абсолютный максимум — 37 °C); самого холодного (января) — −12,9 °C (абсолютный минимум — −42 °C). Безморозный период длится 143 дня. Продолжительность периода активной вегетации растений (средняя температура воздуха выше 10 °C) составляет 132—137 дней. Среднегодовое количество атмосферных осадков составляет 552 мм, из которых большая часть выпадает в тёплый период. Снежный покров держится около 147 дней.

### Часовой пояс
Деревня Ойкас-Яндоба, как и вся Чувашия, находится в часовой зоне МСК (московское время). Смещение применяемого времени относительно UTC составляет +3:00. Солнце восходит и заходит на 40 минут раньше чем в Москве.

## Население
| 2010 | 2012 |
| ---- | ---- |
| 168  | ↗199 |

Число домов и жителей по годам
1795 — 13 домов;
1858—209 чел.(105 муж., 104 жен.);
1906 — 64 дома, 339 чел. (177 муж., 162 жен.);
1907 — 75 домов, 455 чел.;
1926 — 99 домов, 448 чел. (226 муж., 222 жен.);
1930 — 79 домов, 455 чел
1939—529 чел. (262 муж., 267 жен.);
1979—341 чел. (145 муж., 196 жен.);
2002 — 92 дома, 196 чел. (80 муж., 116 жен.);
2004 — 93 дома, 186 чел
2010—168 чел.
2012—199 чел.
2024—117 домов

### Национальный состав
Согласно результатам переписи 2002 года, в национальной структуре населения чуваши составляли 100 % из 196 чел.

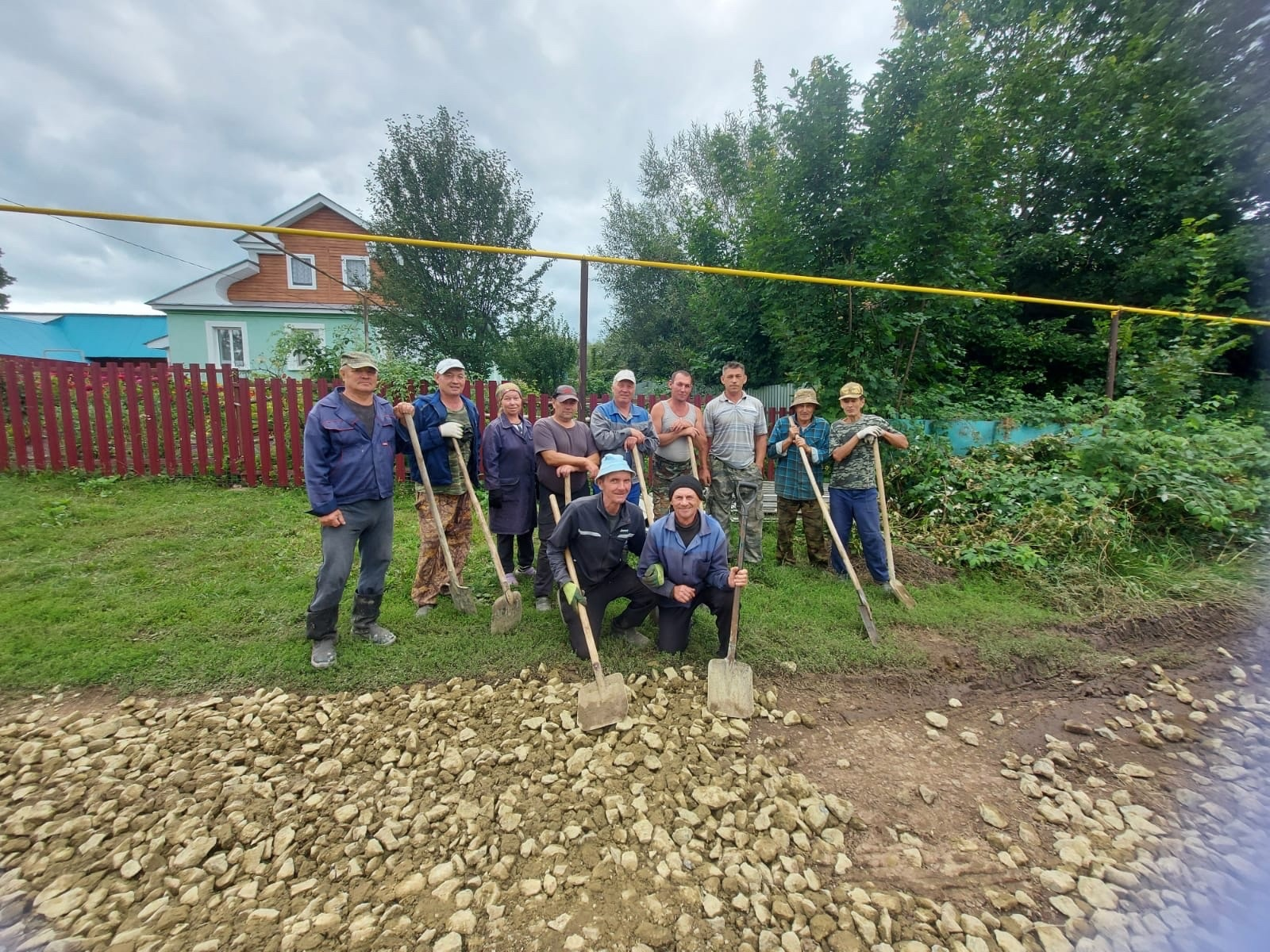
Жители деревни Ойкас-Яндоба

Жители деревни, средненизовые чуваши (чув. чӑвашсе́м, ед. ч. чӑва́ш) — тюркский народ. Средненизовые чуваши — переходная группа говоров между диалектами вирьял (верховым, «окающим») и анатри (низовым, «укающим»).

### Известные уроженцы
- Федорова Екатерина Федоровна 1905 г.р. д. Ойкас- Яндоба — Вурнарцы — долгожители, прожившие 100 и более лет[36]
- Захаров Юрий Степанович 07.11.1941 г.р. д. Ойкас-Яндоба — кандидат медицинских наук (1978), имел более 400 научных работ, авторских свидетельств, рацпредложений. Окончил Ойкас-Яндобинскую СШ (1958), Канашское медучилище (1963), Казанский медицинский институт (1969). По распределению был направлен в г. Благовещенск.[37]
- Раков Николай Борисович 25.05.1933 г.р. д. Ойкас-Яндоба — заслуженный зоотехник ЧР.[37] После сельской школы окончил Вурнарский зооветтехникум (1953). Один год проработал зоотехником МТС при к-зе им. Энгельса. С 1954 по 1957 в рядах СА. Год зоотехником в к-зе «Звезда» Красноармейского р-на. В 1959—1990 зоотехник колхоза «Гвардеец» Вурн. р-на. С февр. 1990 г. зоотехник СХПК «Юнтапа».[38]
- Александров Харитон Александрович 1919 г.р. д. Ойкас-Яндоба — ветеран педагогического труда. Окончил Ойкас-Яндобинскую неполную ср. школу (1937), филологический факультет — отделение русского языка и литературы Чувашского госпединститута им. И. Я. Яковлева (1945). Трудовая деятельность: учитель Кожар-Яндобинской начальной школы (1937—1940), преподаватель русского языка и литературы Калининской СШ (1948—1983). Его ученики хорошо учились излагать материалы по всем предметам на русском языке связанно и свободно. Награждён медалями «За трудовое отличие», «Ветеран труда».[39]
- Иванова Светлана Ильинична 12.08.1964 г.р д. Ойкас-Яндоба — мастер спорта России по дзюдо (2002). Чемпионка Чувашии и Поволжья, бронзовый призер чемпионата России (1993), серебряный призер чемпиона мира (2006) по дзюдо среди ветеранов спорта. Воспитанница Чебоксарской ДЮСШ. Окончила факультет физической культуры Чувашского госпедуниверситета (2005). Работает шлифовщицей в ОАО «Промтрактор».[40]
- Матвеев Владимир Петрович 17.10.1957 г.р. д. Ойкас-Яндоба — муниципальный служащий, заслуженный учитель Чувашии. Окончил Ойкас-Яндобинскую среднюю школу (1975). В 1975—1977 служба в рядах Советской Армии. Окончил историко-филологический факультет ЧГУ им. И. Н. Ульянова с отличием. В 1982—1983 одновременно работал зам. секретаря комитета ВЛКСМ университета. Трудовая деятельность: учитель истории средней школы № 12 г. Новочебоксарск (1983—1986), инструктор отдела пропаганды и агитации Новочебоксарского горкома КПСС (1986—1990), директор средней школы № 19 г. Новочебоксарск (1990—1998). С 1998 по 2000 — начальник управления социальной защиты — зам. главы администрации г. Новочебоксарк. В 2000—2001 — руководитель Аппарата Государственного Совета Чувашской Республики. С 2001 по 2006 — начальник управления образования, в 2006—2012 — зам. главы администрации по социальным вопросам г. Новочебоксарск. С 2012 по наст. вр. — директор средней школы № 12. Награжден знаком Госкомитета России «За активное участие во Всероссийской переписи населения» (2002), медалью «За заслуги в проведении Всероссийской переписи населения» (2010). Ему присвоены почетные звания «Заслуженный работник образования ЧР» (2004), «Почетный работник общего образования Российской Федерации» (2006).[41]

### Директора Ойкас-Яндобинской основной общеобразовательной школы.
- Значков Николай Афанасьевич (ненадолго, ибо сельсовет его с председательства не отпустил)[9]
- Захаров Лука Захарович.[9]
- Андреев Василий Андреевич (годы жизни 1902—1961) уроженец д. Мунъялы Асакасинской волости Ядрринского уезда — семинарист Симбирской Чуваш. учительской школы.[42]

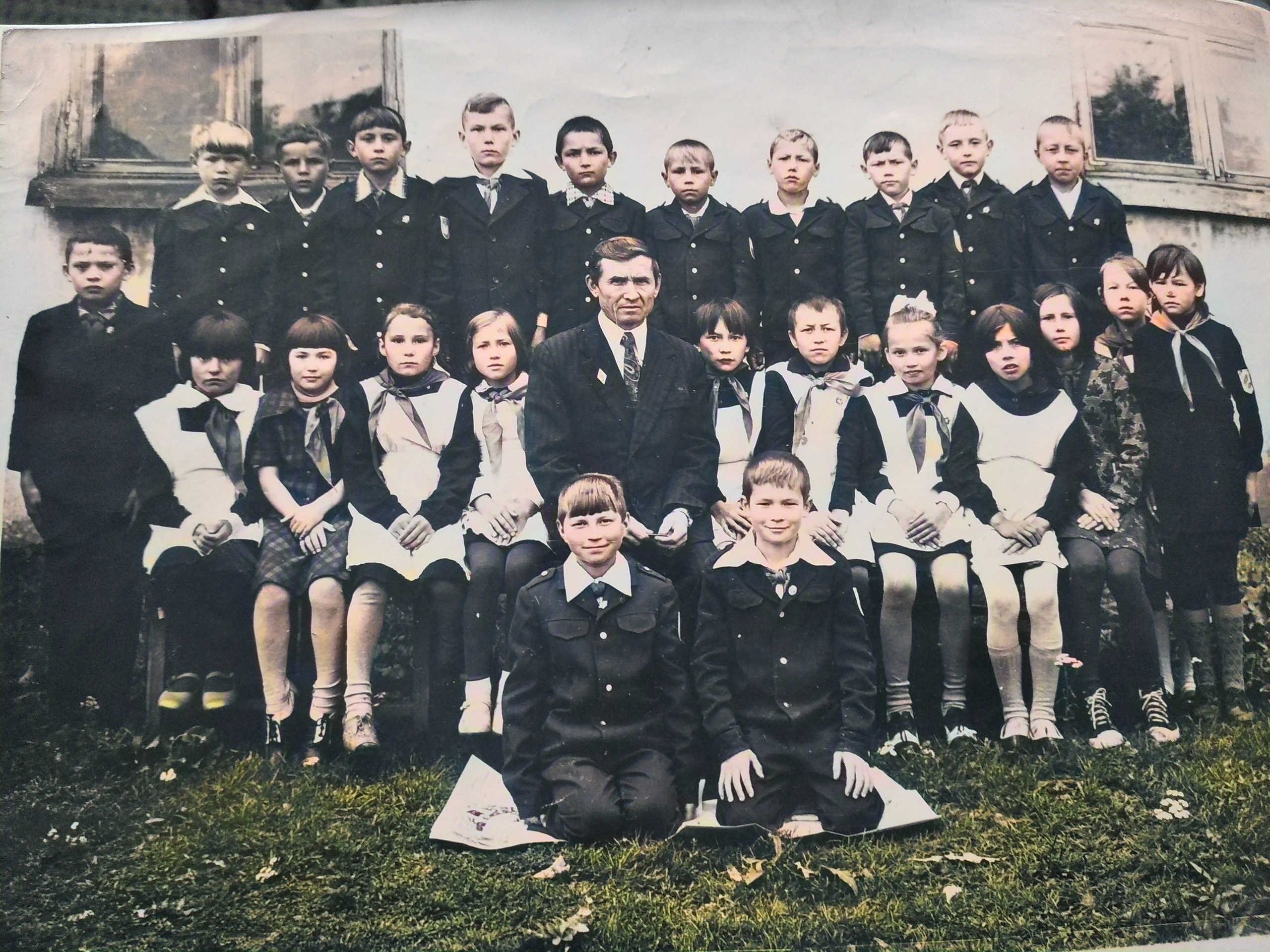
Ученики Ойкас-Яндобинской школы

- Ученики Ойкас-Яндобинской школыНиколаев Михаил Николаевич, уроженец д. Кожар-Яндоба, воспитанник Ойкас-Яндобинской СШ.[9]